# Zona galattica abitabile
In astrobiologia e astrofisica planetaria, la zona galattica abitabile è la regione di una galassia in cui molto probabilmente si potrebbe sviluppare la vita. Il concetto di zona galattica abitabile analizza vari fattori, come la metallicità (la presenza di elementi più pesanti dell'idrogeno e dell'elio) e la frequenza e densità dei vari eventi catastrofici come l'esplosione di supernove, e li utilizza per calcolare in quali regioni di una galassia sia più probabile la formazione di pianeti terrestri che possano fornire un ambiente adatto per la nascita e lo sviluppo di organismi viventi. Secondo una ricerca pubblicata nell'agosto 2015, galassie molto grandi possono favorire la nascita e lo sviluppo di pianeti abitabili più delle galassie più piccole come la Via Lattea. Nel caso della Via Lattea, si crede comunemente che la sua zona galattica abitabile sia un anello con un raggio esterno di circa 10 kiloparsec (33000 al) e un raggio interno vicino al Centro Galattico (senza confini precisi).
La teoria della zona galattica abitabile è stata criticata a causa dell'incapacità di quantificare con precisione i fattori che rendono una regione di una galassia favorevole all'emergere della vita. Inoltre, le simulazioni al computer suggeriscono che le stelle possono cambiare le loro orbite attorno al centro galattico in modo significativo, quindi non è detto che alcune aree galattiche siano necessariamente più vitali di altre.

## Storia
Già negli anni cinquanta era stata introdotta da più astronomi la zona abitabile circumstellare, ossia la zona attorno a una stella con le condizioni adatte per poter mantenere l'acqua liquida sulla superficie di un pianeta.
Dagli anni 70, i planetologi e gli astrobiologi iniziarono a considerare vari altri fattori necessari per la creazione e il sostentamento della vita, incluso l'impatto che una vicina supernova può avere sullo sviluppo della vita. Nel 1981, l'informatico Jim Clarke propose che l'apparente mancanza di civiltà extraterrestri nella Via Lattea potesse essere spiegata da esplosioni come quelle che avvengono nei nuclei galattici attivi delle galassie di Seyfert, con la sola Terra risparmiata da questa radiazione in virtù della sua posizione nella galassia. Nello stesso anno, Wallace Hampton Tucker ha analizzato l'abitabilità galattica in un contesto più generale, ma il lavoro successivo ha sostituito le sue proposte.
La moderna teoria della zona abitabile galattica è stata introdotta nel 1986 da L.S. Marochnik e L.M. Mukhin del Russian Space Research Institute, che hanno definito la zona come la regione in cui la vita intelligente potrebbe prosperare. Donald Brownlee e il paleontologo Peter Ward hanno ampliato il concetto di una zona galattica abitabile, così come gli altri fattori necessari per l'emergere di una vita complessa, nel loro libro del 2000 Rare Earth: Why Complex Life is Uncommon in the Universe. Nel suddetto libro, gli autori hanno usato la zona galattica abitabile, tra gli altri fattori, per sostenere che la vita intelligente non è un evento comune nell'Universo.
L'idea di una zona abitabile galattica è stata ulteriormente sviluppata nel 2001 in un articolo di Ward e Brownlee, in collaborazione con Guillermo Gonzalez dell'Università di Washington. In quell'articolo Gonzalez, Brownlee e Ward affermavano che le regioni vicine all'alone galattico mancherebbero degli elementi più pesanti necessari per produrre pianeti terrestri abitabili, creando così un limite esterno alla dimensione della zona abitabile galattica. Essere troppo vicini al centro galattico, tuttavia, esporrebbe un pianeta altrimenti abitabile a numerose supernove e altri eventi cosmici energetici, nonché a impatti cometari eccessivi causati dalle perturbazioni della nube di Oort della stella ospite. Pertanto, gli autori hanno stabilito un confine interno per la zona abitabile galattica, situata appena fuori del bulbo galattico.

## Fattori
Per identificare un luogo nella galassia come parte della zona galattica abitabile, è necessario tenere conto di una grande varietà di fattori. Questi includono la distribuzione di stelle e bracci a spirale, la presenza o l'assenza di un nucleo galattico attivo, la frequenza di supernove vicine che possono minacciare l'esistenza della vita, la metallicità di quella posizione e altri fattori. Senza soddisfare questi fattori, una regione della galassia non può creare o sostenere la vita con efficienza.

### Evoluzione chimica

La metallicità delle stelle del disco sottile galattico è molto maggiore di quelle dell'alone esterno.

Vari elementi, come ferro, magnesio, titanio, carbonio, ossigeno, silicio e altri, sono necessari per produrre pianeti abitabili, e la concentrazione e i rapporti di questi variano nelle differenti zone della galassia.
Il rapporto elementare di riferimento più comune è quello del rapporto tra la concentrazione di ferro e idrogeno ([Fe/H]); la metallicità è uno dei fattori che determinano la propensione di una regione della galassia a produrre pianeti terrestri. Il bulbo galattico, la regione della galassia più vicina al centro galattico, ha una distribuzione [Fe/H] con un picco di −0,2 rispetto al rapporto del Sole (dove −1 sarebbe 1⁄10 di tale metallicità); il disco sottile, in cui si trovano i settori locali del braccio locale, ha una metallicità media di −0,02 alla distanza orbitale del Sole attorno al centro galattico, che si riduce di 0,07 per ogni kiloparsec allontanandosi dal centro galattico. Il disco spesso esteso ha una media [Fe/H] di −0,6 mentre l'alone, la regione più lontana dal centro galattico, ha il picco di distribuzione [Fe/H] più basso, intorno a -1,5, vale a dire appena il 3% dell'abbondanza di metalli presenti nel Sole. Inoltre è necessaria anche un'abbondanza di radionuclidi per lo sviluppo di una tettonica delle placche, del vulcanismo e di un effetto dinamo perché si possa creare un campo magnetico tipo quello terrestre.
Sebbene l'elevata metallicità sia benefica per la formazione di pianeti extrasolari di tipo terrestre, una quantità eccessiva può essere dannosa per la vita. Una metallicità troppo alta può portare alla formazione di un gran numero di giganti gassosi in un dato sistema, che possono successivamente migrare da oltre il limite della neve e diventare dei gioviani caldi, disturbando la stabilità orbitale di pianeti situati nella zona abitabile circumstellare. Pertanto la metallicità dev'essere adeguata: una bassa metallicità rende difficile la formazione di pianeti terrestri, un'alta metallicità invece ha grosse probabilità di consentire la formazione di una gran numero di giganti gassosi, che altererebbero l'abitabilità dei pianeti rocciosi del sistema.

### Eventi catastrofici

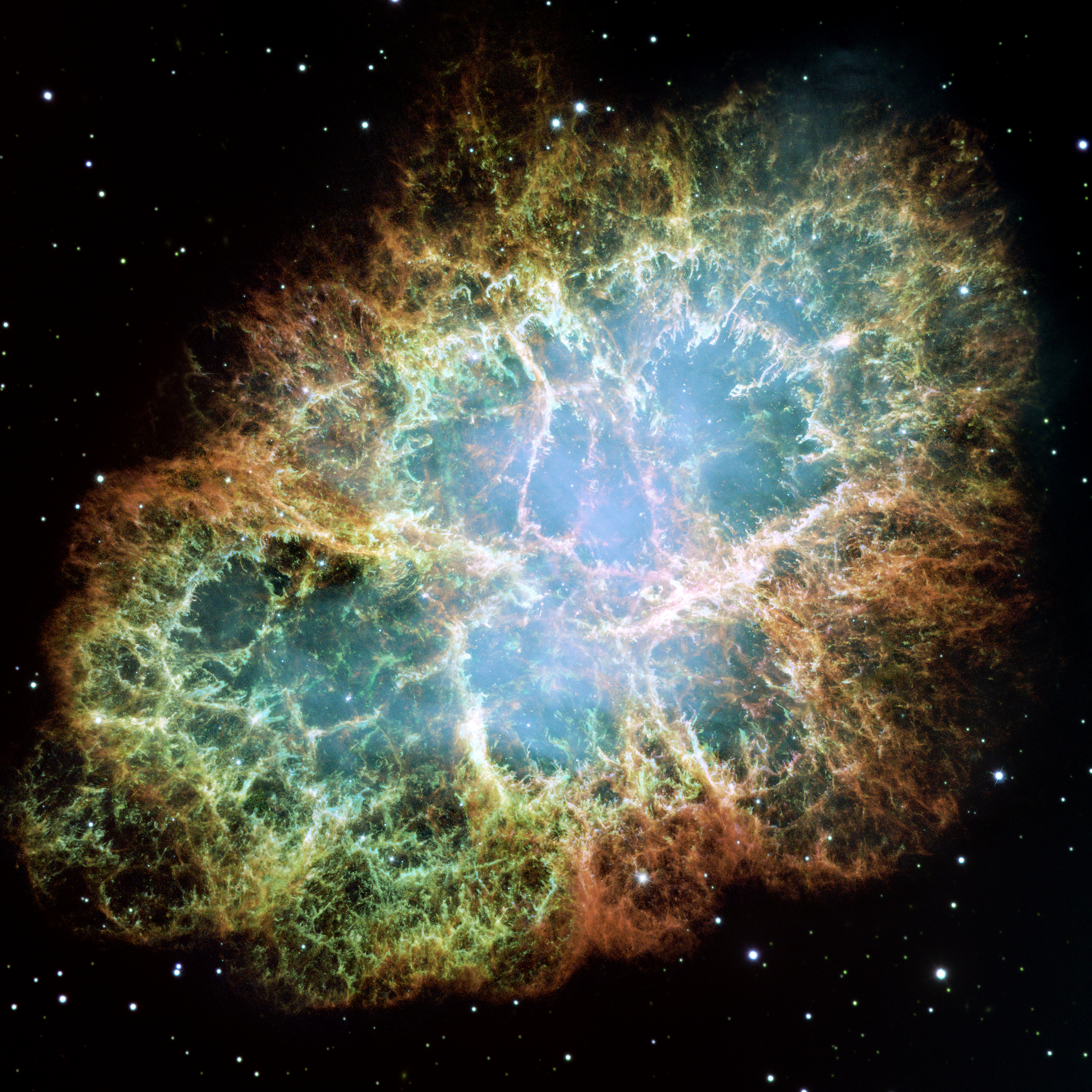
L'impatto delle supernove sull'estensione della zona galattica abitabile è stato ampiamente studiato. Nell'immagine la Nebulosa del Granchio, ciò che resta della supernova esplosa nel 1054.

Oltre a trovarsi in una regione della galassia chimicamente vantaggiosa per lo sviluppo della vita, le stelle non devono produrre un numero eccessivo di eventi cosmici catastrofici, potenzialmente dannosi per la vita. Le supernove vicine possono danneggiare gravemente lo sviluppo della vita su un pianeta; se accadono con eccessiva frequenza, tali esplosioni catastrofiche possono sterilizzare un'intera regione di una galassia per miliardi di anni. Il bulbo galattico, ad esempio, ha subito un'ondata iniziale di formazione stellare estremamente rapida, innescando una cascata di supernove che per cinque miliardi di anni hanno lasciato quell'area quasi completamente incapace di sviluppare la vita.
Oltre alle supernove, è stato proposto che i lampi di raggi gamma, quantità eccessive di radiazioni, perturbazioni gravitazionali e vari altri eventi influenzino la distribuzione della vita all'interno della galassia. Questi eventi includono "maree galattiche" che possono provocare impatti cometari o anche di corpi freddi di materia oscura che passano attraverso gli organismi e inducono mutazioni genetiche. Tuttavia, l'impatto di molti di questi eventi può essere difficile da quantificare.

### Morfologia delle galassie

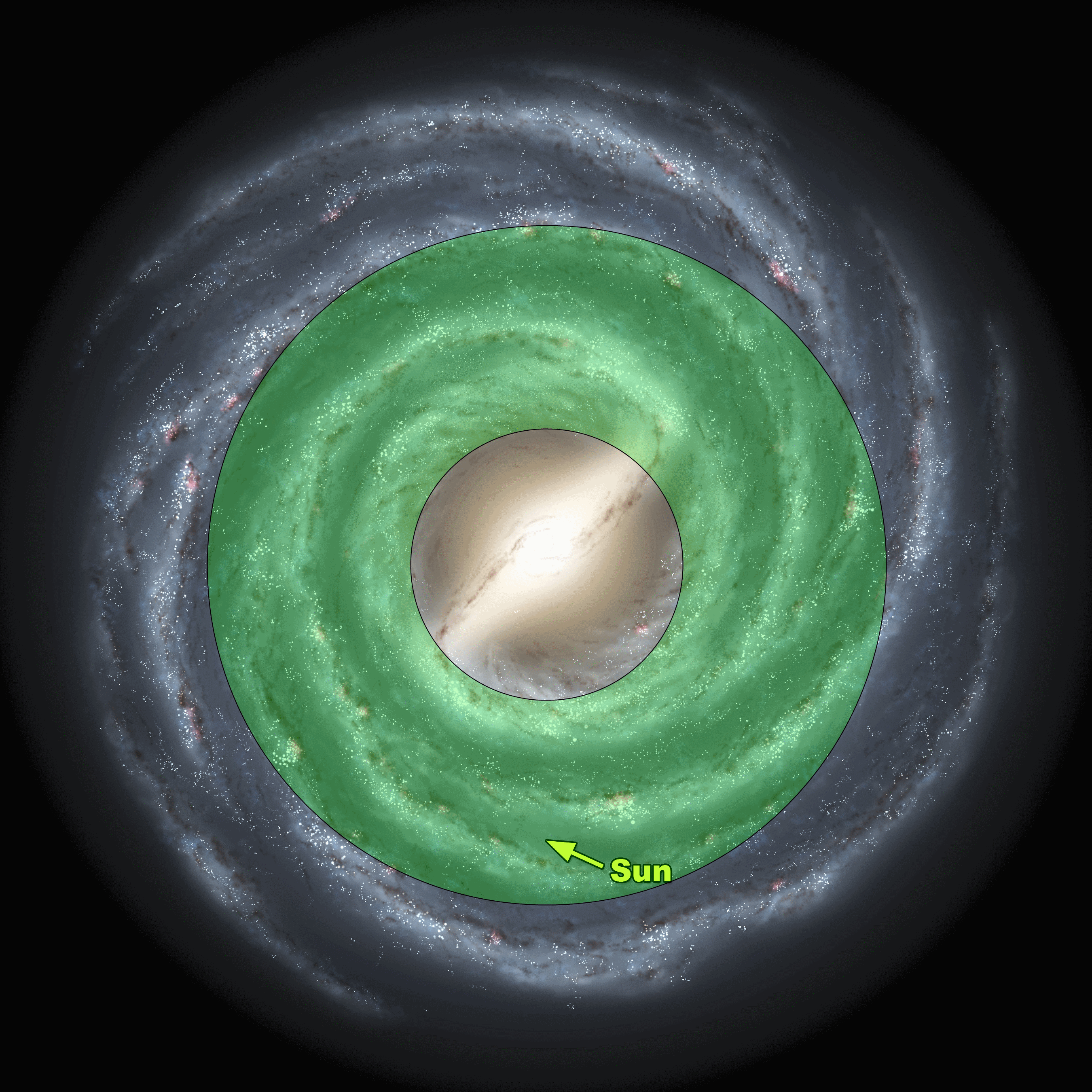
In verde, la zona galattica abitabile, distante da 7 a 9 kiloparsec dal centro galattico.

Diverse caratteristiche morfologiche delle galassie possono influenzare la potenziale abitabilità planetaria. Nei bracci a spirale, ad esempio, avviene un'intensa formazione stellare, ma contengono numerose nubi molecolari giganti e l'alta densità stellare può perturbare la nube di Oort di altre stelle, mandando una grande quantità di comete e asteroidi verso pianeti potenzialmente abitabili. Inoltre, l'alta densità e il tasso di formazione di stelle massicce possono esporre le stelle in orbita all'interno dei bracci a spirale per lungo tempo a frequenti esplosioni di supernova, riducendo le loro prospettive di sviluppo della vita. Considerando questi fattori, il Sole è vantaggiosamente posizionato all'interno della galassia perché, oltre ad essere all'esterno di un braccio a spirale, orbita vicino al cerchio di corotazione, massimizzando l'intervallo tra gli incroci del braccio a spirale.
I bracci a spirale hanno anche la capacità di causare cambiamenti climatici su un pianeta. Passando attraverso le dense nubi molecolari dei bracci della spirale galattica, i venti stellari possono essere respinti al punto che uno strato riflettente di idrogeno si accumula nell'atmosfera di un pianeta, provocando forse scenari come quello della Terra a palla di neve.
Anche le barre delle galassie spirali barrate possono influenzare le dimensioni della zona galattica abitabile. Si pensa che le barre galattiche crescano nel tempo, raggiungendo alla fine il raggio di corotazione della galassia, perturbando le orbite delle stelle già presenti. Stelle ad alta metallicità come il nostro Sole, ad esempio, sono in una posizione intermedia tra l'alone galattico a bassa metallicità e il centro galattico ad alta radiazione, e possono essere sparse in tutta la galassia, influenzando la definizione della zona galattica abitabile. È stato suggerito che per questo motivo potrebbe essere impossibile definire correttamente una zona galattica abitabile.

## Confini
Le prime ricerche sulla zona galattica abitabile, compreso il documento del 2001 di Gonzalez, Brownlee e Ward, non delimitavano alcun confine specifico, affermando semplicemente che la zona era un anello che comprendeva una regione della galassia che era ricca di metalli ma che veniva risparmiata dalle radiazioni eccessive del centro galattico, e tale abitabilità era più probabile nel disco sottile della galassia. Tuttavia, ricerche successive condotte nel 2004 da Lineweaver e colleghi hanno suggerito dei confini di questo anello, che nel caso della Via Lattea vanno da 7 a 9 kpc dal centro galattico.
Il team di Lineweaver ha anche analizzato l'evoluzione della zona galattica abitabile rispetto al tempo, scoprendo ad esempio che le stelle vicine al bulbo galattico dovevano formarsi entro una finestra temporale di circa due miliardi di anni per avere pianeti abitabili. Prima di quella finestra, le stelle del bulge non avrebbero potuto avere pianeti adatti alla vita, per via delle frequenti esplosioni di supernove. Tuttavia, dopo che la minaccia delle supernove si era placata, la crescente metallicità del nucleo galattico avrebbe fatto sì che le stelle avrebbero avuto al seguito un numero elevato di pianeti giganti, in grado di destabilizzare i sistemi stellari e alterare radicalmente l'orbita di qualsiasi pianeta situato nella zona abitabile circumstellare di una stella. Tuttavia, le simulazioni condotte nel 2005 presso l'Università di Washington mostrano che anche in presenza di gioviani caldi, i pianeti terrestri possono rimanere stabili per lunghi periodi di tempo.
Uno studio del 2006 di Milan Ćirković e colleghi ha esteso la nozione di una zona abitabile galattica dipendente dal tempo, analizzando vari eventi catastrofici e l'evoluzione della variazione secolare delle dinamiche all'interno di una galassia. L'articolo considera che il numero di pianeti abitabili può fluttuare nel tempo a causa della tempistica imprevedibile di eventi catastrofici, creando così un equilibrio punteggiato in cui i pianeti abitabili sono più probabili in alcuni momenti che in altri. Sulla base dei risultati di simulazioni con il Monte Carlo su un toy model della Via Lattea, il team ha scoperto che è probabile che il numero di pianeti abitabili aumenti nel tempo, sebbene non in uno schema perfettamente lineare.
Studi successivi hanno rivisto il vecchio concetto di zona galattica abitabile pensato come un anello. Nel 2008, uno studio di Nikos Prantzos suggerì che, mentre la probabilità che un pianeta sfuggisse alla sterilizzazione da parte di una supernova era più alta a una distanza di circa 10 kpc dal centro galattico, la densità di stelle nella parte interna della galassia era il luogo dove si poteva trovare un maggior numero di pianeti abitabili. La ricerca è stata confermata in un documento del 2011 di Michael Gowanlock, che ha calcolato la frequenza dei pianeti sopravvissuti alle supernove in funzione della loro distanza dal centro galattico, della loro altezza rispetto al piano galattico e della loro età, scoprendo che circa lo 0,3% delle stelle della galassia potrebbe oggi supportare una vita complessa, o l'1,2% se non si considera la difficoltà per lo sviluppo della vita complessa su pianeti attorno a nane rosse, a causa del blocco mareale dei loro pianeti.

## Critiche
L'idea della zona galattica abitabile è stata criticata da Nikos Prantzos, sulla base del fatto che i parametri sono impossibili da definire anche approssimativamente, e che quindi questa zona può essere solo un utile strumento concettuale per consentire una migliore comprensione della distribuzione della vita. Per questi motivi, Prantzos ha suggerito che l'intera galassia potrebbe essere abitabile, senza vincoli a una regione specifica nello spazio e nel tempo. Ha inoltre aggiunto che le stelle dei bracci a spirale della galassia possono spostarsi di decine di migliaia di anni luce dalle loro orbite originali, supportando così l'idea che potrebbe non esserci una specifica zona galattica abitabile. Una simulazione col metodo Monte Carlo, migliorando i meccanismi utilizzati da Ćirković nel 2006, è stata condotta nel 2010 da Duncan Forgan dell'osservatorio reale di Edimburgo. I dati raccolti dagli esperimenti supportano la nozione di Prantzos secondo cui non esiste una zona galattica abitabile ben definita, indicando la possibilità di centinaia di civiltà extraterrestri nella Via Lattea.